# 乔克塔步
乔克塔步是花样滑冰中的一种转法，它涉及到同时更换脚、刃和弯曲的动作。就像莫霍克转是双脚版本的三周转和大括号转一样，乔克塔转是双脚版本的摇摆转和对数转。
在自由滑中最常见的乔克塔动作是从后内刃迈向前外刃，用作进入前旋转的起始动作。此外，乔克塔步在大多数情况下被用作步序中的要素。
在加拿大，由于其形状，该转弯被称为 S 转弯。加拿大滑冰协会于 2020 年 10 月 28 日对其进行了更改。在此公告中，他们还将莫霍克弯改为 C 弯。他们表示这样做是为了“提高这项运动的公平性、多样性和包容性”。他们还表示，这一变化有助于术语的非殖民化。  
乔克塔在冰舞的一些必修舞蹈中也占有重要地位，包括：
- Kilian 的特点是从左前内侧边缘到右后外侧边缘的交叉开放式乔克塔，右脚在转弯处稍微放在左脚前面的冰面上。之所以称为开放转弯，是因为转弯后左脚最终位于右脚后面。
- 蓝调包括一个封闭的乔克塔，同样是从左前内侧边缘到右后外侧边缘，但在这种情况下，右脚在转弯时放置在左脚跟后面。由于转弯后左脚向前伸展，因此称为闭合转弯。
- 伦巴包含双乔克塔音序。第一个是大开乔克塔，再次从左前内侧到右后外侧，但在这种情况下，左脚在转弯处向后交叉。从右后外侧边缘开始，舞者立即向左前内侧边缘执行宽阔的闭合乔克塔舞，再次在转弯时自由脚在后侧宽阔。